# Who's Last
Who's last è un album dal vivo del gruppo britannico The Who  pubblicato nel 1984 ma registrato nel 1982 durante quello che venne definito all'epoca il tour d'addio del gruppo.

## Tracce
1. My Generation
2. I Can't Explain
3. Substitute
4. Behind Blue Eyes
5. Baba O'Riley
6. Boris the Spider
7. Who Are You
8. Pinball Wizard
9. See Me, Feel Me
10. Love Reign O'er Me
11. Long Live Rock
12. Won't Get Fooled Again
13. Doctor Jimmy
14. Magic Bus
15. Summertime Blues
16. Twist and Shout

## Formazione
- Roger Daltrey - voce, armonica a bocca, chitarra
- Pete Townshend - voce, chitarra
- John Entwistle - voce, basso
- Kenney Jones - batteria
- Tim Gorman - pianoforte, tastiere